# Dalur
Dalur is een dorp behorende tot de gemeente Húsavíkar kommuna in het zuidoosten van het eiland Sandoy op de Faeröer. De naam Dalur betekent Dal in het Faeröers, het dorp ligt dan ook in een vrij grote vallei. Dalur heeft 48 inwoners. De postcode is FO 235. Vanuit Dalur loopt er een kleine weg naar de zuidpunt van het eiland van waar je naar de vogelrots Skorin kan wandelen.

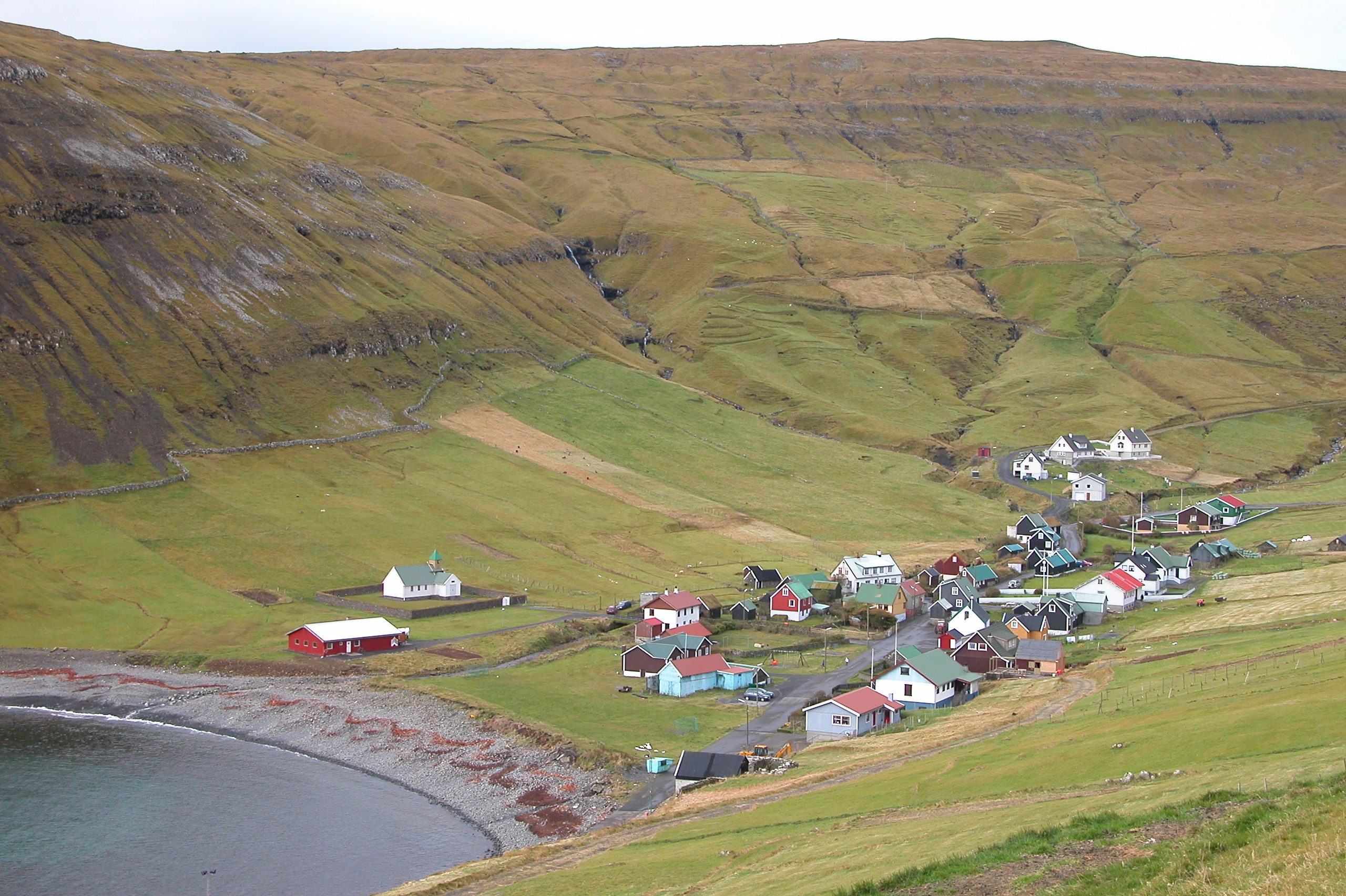
Dalur